# Gilbert Cates
Gilbert Cates (nombre originalKatz; Nueva York, 6 de junio de 1934 – Los Ángeles, 31 de octubre de 2011) fue un director y productor de cine y televisión estadounidense, director de la Geffen Playhouse, miembro de la Cates/Doty Productions, y fundador de la UCLA School of Theater, Film and Television. Cates es conocido sobre todo por haber producido la producción televisiva de los Premios Óscar entre 1990 y 2008.

## Biografía
Gilbert Katz nació en Nueva York, hijo de una familia judía, Fue al DeWitt Clinton High School, y licenciándose en la Universidad de Siracusa. Según el The Jewish Journal, Cates llegó a la profesión por accidente: Mientras estaba estudiando en la Universidad, se unió al equipo de esgrima y se le pidió dar clases a los actores de la producción de Ricardo III.
Cates fue director y presidente del Geffen Playhouse. Dirigió algunas películas como Nunca canté para mi padre (I Never Sang for My Father) (1970) y Deseos de verano, sueños de invierno (Summer Wishes, Winter Dreams) (1973), ambas nominadas para los Óscars, La última pareja (The Last Married Couple in America) (1980). También produjo y dirigió producciones teatrales de Broadway y off-Broadway, como I Never Sang for My Father y You Know I Can't Hear You When the Water's Running.
Cates produjo los Premios de la Academia en 14 ocasiones entre 1990 y 2008 y era el que escogió los maestros de ceremonia como Billy Crystal, Whoopi Goldberg, David Letterman, Steve Martin, Chris Rock y Jon Stewart. De 1983 a 1987 ocupó el cargo de presidente del Directors Guild of America. El 8 de abril de 1991 fue el director del UCLA School of Theater, Film and Television, cargo que ocupó hasta 1998, y fue miembro de la facultad de la escuela como profesor. En 2005 Cates recibió una estrella en el Hollywood Walk of Fame.

## Vida privada
Cates era miembro del judaísmo reformista Wilshire Boulevard Temple. The Jewish Journal lo cita diciendo que solo asistió a los servicios en el High Holy Days, pero se sintió "orgullo de ser judío".
Cates se casó con Jane Betty Dubin y posteriormente con la ginecóloga Judith Reichman. Tuvo cuatro hijos de su primera matrimonio, como Gil Cates Jr., y dos hijastros de su segundo mastrimonio. 
Era hermano de Joseph Cates también director y productora y tío de la actriz Phoebe Cates.